# Friolzheim
Friolzheim ist eine Gemeinde im Enzkreis in Baden-Württemberg. Sie gehört zur Region Nordschwarzwald und zur Randzone der europäischen Metropolregion Stuttgart.

## Geographie

### Lage
Friolzheim liegt in der Region Nordschwarzwald am östlichen Rand des Enzkreises und gehört somit zur Metropolregion Stuttgart. Inmitten der Landschaft des Heckengäu ist Friolzheim verkehrsgünstig direkt an der Bundesautobahn A8 gelegen (1,5 km zur Ausfahrt Heimsheim). Die Städte Pforzheim in der Region Nordschwarzwald sowie Leonberg in der Region Stuttgart sind mittels PKW über die Autobahn oder durch die guten Öffentlichen Nahverkehrsverbindungen schnell erreicht.
Im Gemeindegebiet liegt die Wüstung Siechenhaus.

### Nachbargemeinden
Die Nachbargemeinden von Friolzheim sind Wimsheim, Mönsheim, Heimsheim und Tiefenbronn.

## Geschichte

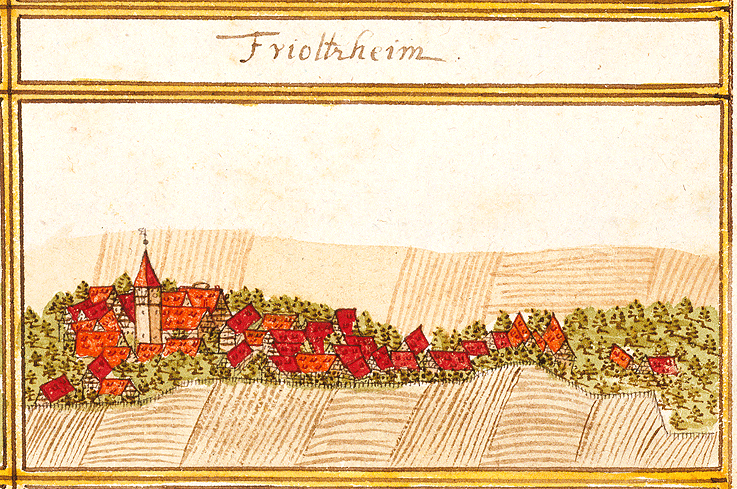
Friolzheim 1683/1685 im Kieserschen Forstlagerbuch

### Bis zum 19. Jahrhundert
Auf der Gemarkung Friolzheim ist eine Besiedelung bereits in keltischer Zeit wahrscheinlich. Davon zeugen mehrere Keltengräber im Waldgebiet des Hagenschieß am westlichen Gemarkungsrand. Aus römischer Zeit findet sich einer der wenigen im Enzkreis erhaltenen Abschnitte der Römerstraße von (Stuttgart-) Bad Cannstatt über Pforzheim (Portus) weiter in Richtung Straßburg (Argentoratum) und Mainz (Mogontiacum).
Während der Zeit der Stammesherzogtümer gehörte Friolzheim zum Herzogtum Franken. Der Ort wurde um das Jahr 1105 erstmals urkundlich als Friolesheim erwähnt. Im 15. Jahrhundert war er im Besitz der Herren von Gemmingen und der Markgrafen von Baden. Diether von Gemmingen verkaufte das Dorf 1461 an das Kloster Hirsau. Im Laufe der Umsetzung der neuen Verwaltungsgliederung im 1806 gegründeten Königreich Württemberg wechselte Friolesheim 1807 vom Klosteramt Hirsau zum württembergischen Oberamt Calw und im Folgejahr nach der königlichen Verordnung über die Ämter-Kombinationen vom 26. April 1808 zum Oberamt Leonberg. 1832 erhielt die Gemeinde das Marktrecht. Der erste Markt fand am 24. Februar 1832 statt. Am 19. August 1895 wurde bei einem Großbrand die Dorfmitte verwüstet.

### 20. Jahrhundert
Im Zweiten Weltkrieg erlitt Friolzheim schwere Zerstörungen durch einen alliierten Bombenangriff sowie Artillerieangriffe von französischen Truppen in der Endphase des Krieges und hatte dadurch zahlreiche zivile Todesopfer zu beklagen. Im April 1945 wurde Friolzheim schließlich von marokkanischen Soldaten besetzt. Im Juli 1945 wurde Friolzheim der amerikanischen Besatzungszone zugeschlagen und gehörte somit zum neu gegründeten Land Württemberg-Baden, das 1952 im jetzigen Bundesland Baden-Württemberg aufging.
Im Zuge der administrativen Wiederherstellung und Neuordnung der Gemeindeverwaltung nach Kriegsende wurde der spätere Landrat des Landkreises Leonberg Friedrich Michael Jetter 1945 von der Militärregierung als Bürgermeister von Friolzheim eingesetzt, da die Gemeinde seit 1941 von Nachbargemeinden mitverwaltet wurde. 1946 wurde im Beisein des damaligen Kultusministers von Württemberg-Baden und späteren Bundespräsidenten Theodor Heuss und dessen Frau Elly Heuss-Knapp der erste Gemeinderat von Friolzheim eingeführt.
1971 kam es in der Ortsmitte zu einem Großbrand. Fünf Gebäude fielen den Flammen zum Opfer, darunter das Gasthaus „Rössle“.
Mit der Kreisreform in Baden-Württemberg wurde Friolzheim gegen den erklärten Bürgerwillen aus dem Landkreis Leonberg herausgelöst und am 1. Januar 1973 dem neu gebildeten Enzkreis zugeschlagen. Bis heute bestehen die Bindungen in den Altkreis und die ehemalige Kreisstadt Leonberg fort.
In den 1970er Jahren gab es seitens der Landesregierung von Baden-Württemberg die Überlegung, einen neuen internationalen Flughafen für Stuttgart westlich der Landeshauptstadt teilweise auf der Friolzheimer Gemarkung zu errichten. Das Gebiet des Geissbergs hätte dafür komplett geebnet werden müssen. Nach Protesten wurde dieses Vorhaben wieder verworfen und der bestehende Großflughafen in Echterdingen erweitert.

### Religionen
Bis zum Ende des Zweiten Weltkrieges war Friolzheim eine typisch altwürttembergische und damit fast ausschließlich evangelische Gemeinde. Die alte evangelische Kirche, die auch Pfarrkirche des Heiligen Agapitus genannt wird, gehört zum Kirchenbezirk Leonberg. Durch Zuzüge von Vertriebenen nach dem Krieg und von ausländischen Einwohnern findet sich nun auch ein großer Anteil von Menschen mit römisch-katholischem Glaubensbekenntnis. Die katholische Gemeinde St. Franziskus in Friolzheim gehört zur Seelsorgeeinheit Süd im Dekanat Mühlacker und wird vom Pfarramt der Gemeinde Heilig Geist in Heimsheim betreut. Neben der evangelischen und der katholischen Kirchengemeinde befindet sich in Friolzheim auch eine Neuapostolische Kirche sowie eine Gemeinschaftsgemeinde des Württembergischen Christusbundes.

### Einwohnerentwicklung
- 1871: 0742 Einwohner
- 1900: 0754 Einwohner
- 1939: 0658 Einwohner
- 1950: 0936 Einwohner
- 1961: 1235 Einwohner
- 1971: 2023 Einwohner
- 1982: 3035 Einwohner
- 1992: 3423 Einwohner
- 1995: 3448 Einwohner
- 2000: 3537 Einwohner
- 2005: 3623 Einwohner
- 2007: 3655 Einwohner
- 2008: 3705 Einwohner
- 2009: 3629 Einwohner
- 2010: 3629 Einwohner
- 2011: 3728 Einwohner
- 2012: 3781 Einwohner
- 2013: 3833 Einwohner
- 2014: 3918 Einwohner
- 2015: 3948 Einwohner
- 2016: 3995 Einwohner
- 2017: 4050 Einwohner
- 2018: 4146 Einwohner
- 2019: 4180 Einwohner[4]
- 2020: 4208 Einwohner

## Politik

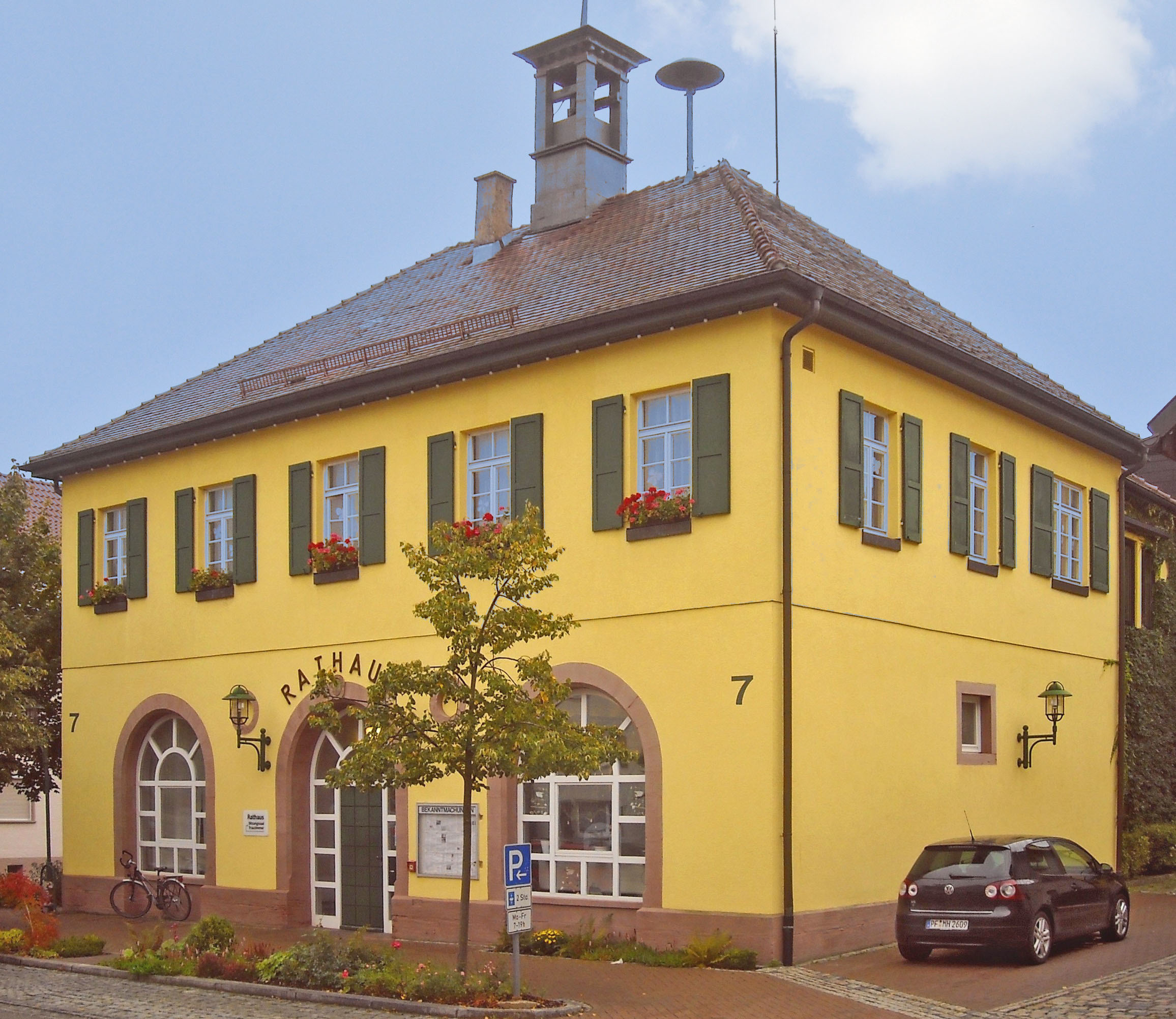
Rathaus

### Verbände
Friolzheim ist zusammen mit fünf weiteren Gemeinden Mitglied im Verwaltungsverband Heckengäu. Neben dem örtlichen Pflegeheim „Schwester-Karoline-Haus“ betreibt die Gemeinde zusammen mit mehreren Nachbargemeinden das Altenpflegeheim Haus Heckengäu in Heimsheim. Mit der Nachbargemeinde Wimsheim besteht ein Wasserzweckverband. Gemeinsam mit der Gemeinde Mönsheim wurde im Februar 2005 der Zweckverband Interkom Gewerbepark Heckengäu gegründet, in dem die beiden Kommunen ein gemeinsames Gewerbegebiet betreiben. In den nächsten Jahren soll im Gebiet Reute der zweite Teil des Gewerbegebietes erschlossen werden.

### Gemeinderat
Der Gemeinderat in Friolzheim besteht aus den 14 gewählten ehrenamtlichen Gemeinderäten und dem Bürgermeister als Vorsitzendem. Der Bürgermeister ist im Gemeinderat stimmberechtigt.
Die Kommunalwahl am 9. Juni 2024 führte zu folgendem Ergebnis.
| Parteien und Wählergemeinschaften | % 2024 | Sitze 2024 | % 2019 | Sitze 2019 |
| Freie Wählervereinigung           | 43,98  | 6          | 32,24  | 5          |
| Wir für Friolzheim (WFF)          | 39,21  | 6          | 31,32  | 4          |
| b.u.n.t. für Friolzheim           | 16,82  | 2          | 17,83  | 3          |
| CDU/Bürgerliste                   | –      | –          | 15,69  | 2          |
| Wahlbeteiligung                   | 62,72  | 62,72      | 61,1   | 61,1       |

### Bürgermeister
- Ernst Reinhardt (1911–1940)
- Hans Sautter (1940–1941), gleichzeitig Bürgermeister von Wimsheim
- Friedrich Michael Jetter (1945–1948)
- Gustav Koch (1948–1954)
- Walter Rehm (1954–1986)
- Manfred Schenk (1986–2002)
- Michael Seiß (seit 2002)

### Wappen
1937 nahm die Gemeinde, die bis dahin weder ein Wappen noch ein eigenes Siegelbild führte, einen Wappenvorschlag der Archivdirektion Stuttgart an, der zur Erinnerung an die historischen Herrschaftsverhältnisse in gespaltenem Schild vorn das gemmingische Wappen (in Blau zwei goldene Balken), hinten den Hirschrumpf als Anspielung auf das Hirsauer Klosterwappen enthielt. Um der heraldischen Farbregel zu genügen, wurde im Jahre 1957 die Tingierung der vorderen Schildhälfte vertauscht und dieses Wappen zusammen mit der Flagge am 11. Dezember 1957 vom Innenministerium verliehen.
Blasonierung: In gespaltenem Schild vorne in Gold (Gelb) zwei blaue Balken, hinten in Blau ein goldener (gelber) Hirschrumpf.

### Gemeindepartnerschaft
- Italien: Friolzheim unterhält seit November 2018 eine formelle Freundschaft mit der Comune Vezzano sul Crostolo in der Provinz Reggio Emilia.

## Wirtschaft und Infrastruktur

### Wirtschaft
Die Schwerpunkte der gewerblichen Ansiedlungen in Friolzheim liegen in den Bereichen Automotive, Logistik, Parkraummanagement und Holzwirtschaft.

### Verkehr
Die Gemeinde ist verkehrsgünstig direkt an der Bundesautobahn 8 Karlsruhe – Stuttgart gelegen. Zur Autobahnanschlussstelle Heimsheim sind es rund 1,5 Kilometer. Zum Internationalen Flughafen Stuttgart sowie zur neuen Messe Stuttgart sind es etwa 20 Fahrminuten. Die nächstgelegenen Bahnhöfe sind Rutesheim und Leonberg (S-Bahn S6 Richtung Stuttgart und Weil der Stadt, S60 Richtung Böblingen) sowie Pforzheim (Fernbahnhof und Regionalbahnhof Richtung Karlsruhe) (je ca. 15 Kilometer).
Friolzheim gehört zum Verkehrsverbund VPE. Das Busnetz bedient die Linien 756, 761 (ehemals 656), 652, 653. Die Stationen sind entlang der Hauptverkehrsstraßen gelegen.

### Bildung und soziale Einrichtungen
Die Gemeinde ist Träger einer Grundschule und zweier Kindergärten. Friolzheim ist über Schulverbände an der Werkrealschule Heckengäu in Mönsheim/Wiernsheim sowie dem Gymnasium in Rutesheim beteiligt. Am Ort besteht das Pflegeheim mit betreutem Wohnen „Schwester-Karoline-Haus“. An der Diakonie- und Sozialstation Heckengäu mit Sitz in Mönsheim ist die Gemeinde ebenfalls beteiligt.

### Ortsteile
Mitte, Lüsse, Wengert, Eiwo, Geissberg, Feld, Hohrain/Schießmauer

## Kultur und Sehenswürdigkeiten

### Bauwerke

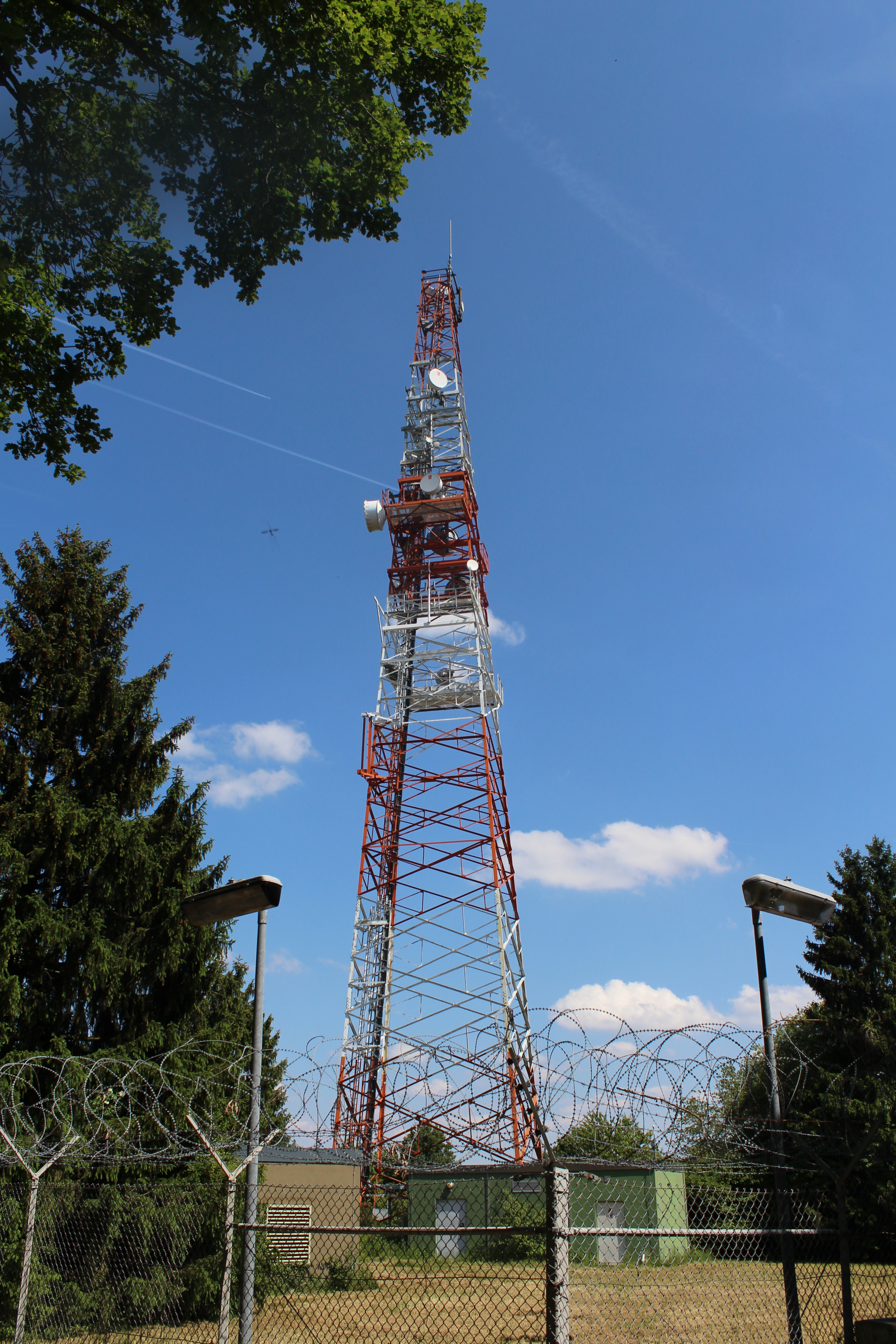
Friolzheimer Riese, 2015

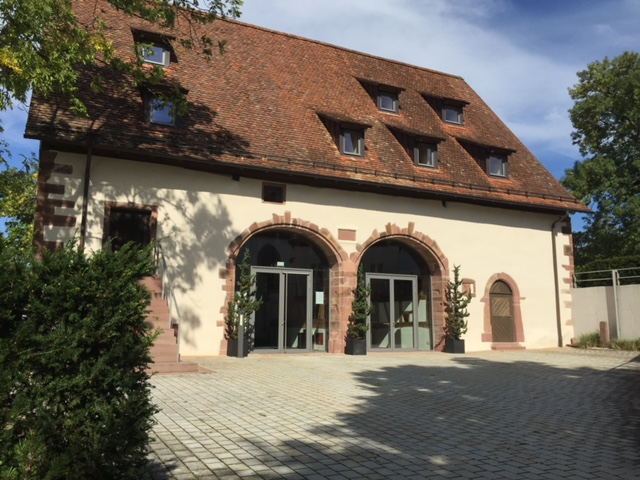
Ehemalige Zehntscheune, heute Bürger- u. Kulturhaus

- „Friolzheimer Riese“, 47 Meter hoher, bis 1997 militärisch genutzter Richtfunkturm der US Army in Stahlfachwerkbauweise auf dem Geissberg. Er dient heute als ziviler Sendeturm für Richt- und Mobilfunk.

Folgende Bauwerke bilden mit dem Pfarrhaus der Evangelischen Kirchengemeinde in der Kirchstraße und der Alten Schmiede um den Marktplatz den historischen Ortskern:
- Agapituskirche: Die gotische Chorturmanlage ist in Teilen noch romanischen Ursprungs und wurde bereits um 1100 erwähnt. Später wurde die Kirche im gotischen Stil überbaut. Im Jahre 1522 wurde das Kirchenschiff unter Jacob Höß und Hans Wunderer erweitert, während der gewölbte Chorbau aus der Mitte des 15. Jahrhunderts stammt und ein badisches Wappen aufweist. Im 20. Jahrhundert gab es verschiedene Um- und Anbauten. Bei den Renovierungsarbeiten von 1966 bis 1968 traten an der Südwand zwei gleich große auf die Wand gemalte Figuren zu Tage.
- Kriegerdenkmal: Auf dem Kirchhof der Pfarrkirche des Heiligen Agapitus steht das Ehrenmal, welches 1921 für die im Ersten Weltkrieg Gefallenen und Vermissten der Gemeinde errichtet wurde. 1949 wurden links und rechts des Hauptsockels jeweils ein weiterer Sockel mit den Namen der Gefallenen aus dem Zweiten Weltkrieg hinzugefügt. Auf dem Hauptsockel, welcher einem Sarkophag nachempfunden ist, ist das Abbild eines gebeugten Kriegers mit Schwert zu sehen.
- Rathaus: An der Südseite des Marktplatzes liegt das Rathaus von 1842. Der zweigeschossige Putzbau mit Sandstein gefassten Öffnungen zeigt sich in neoklassizistischem Stil. Seine frühere Nutzung als Spritzenhaus und Kelter kann an den großen Rundbogen im Erdgeschoss abgelesen werden. Das Rathaus wurde von 2017 bis 2020 aufwändig saniert.
- Zehntscheuer: Sie steht in direkter Nachbarschaft zur Kirche und ist nach dieser das zweitälteste noch erhaltene Gebäude Friolzheims.[6] Eine Steintafel über den Toren bezeugt ihre Erbauung durch das Kloster Hirsau im Jahr 1563. Der Abtsstab und die drei Hirschstangen, weisen auf die früheren klösterlichen und landesherrlichen Eigentumsverhältnisse hin. Um 1812 dürfte die Zehntscheuer in Privatbesitz gelangt sein. 1850 wurde sie von der Gemeinde gekauft. Seit Oktober 2011 steht sie als „Bürgerhaus“ vielfältigen Nutzungen wie Feiern, Tagungen und Seminaren, Ausstellungen oder auch für die Vereinsarbeit zur Verfügung.
- Leugenstein: Vor der Zehntscheuer steht der Nachguss eines römischen Meilensteines aus dem Jahre 245 nach Chr. Er dokumentiert den römischen Namen Pforzheims = PORTUS. Gefunden wurde er 1934 auf Friolzheimer Gemarkung in 200 m Entfernung vom Gehöft Raubrunnen entlang der römischen Handelsstraße von Cannstatt nach Ettlingen. Er gibt die Entfernung nach Pforzheim mit fünf Leugen (ca. 11 Kilometer) an. Das Original steht heute im Lapidarium des Landesmuseums in Stuttgart. Eine weitere Nachbildung steht vor der Kelter in Mühlacker.[7][8]
- Neuer Brunnen: Dieser wurde 1988 auf dem Marktplatz aufgestellt und stammt von Hugo Krautter.
- Paulinenstraße – Ein besonders reizvolles Ensemble von Fachwerkhäusern bildet die nach der beliebten württembergischen Königin Pauline von Württemberg benannte Straße, die nördlich des Marktplatzes liegt.

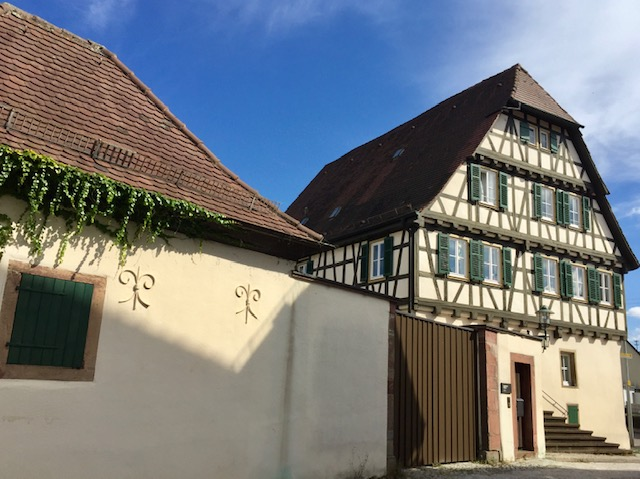
Evangelisches Pfarrhaus von 1598
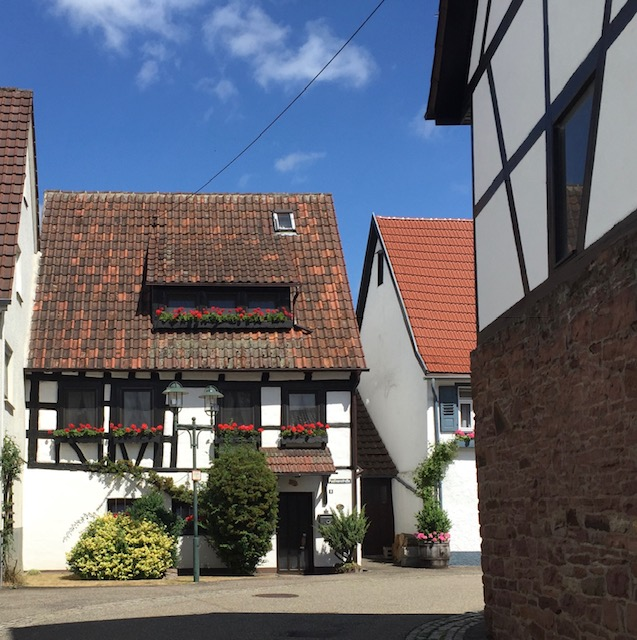
Historische Fachwerkhäuser in der Paulinenstraße
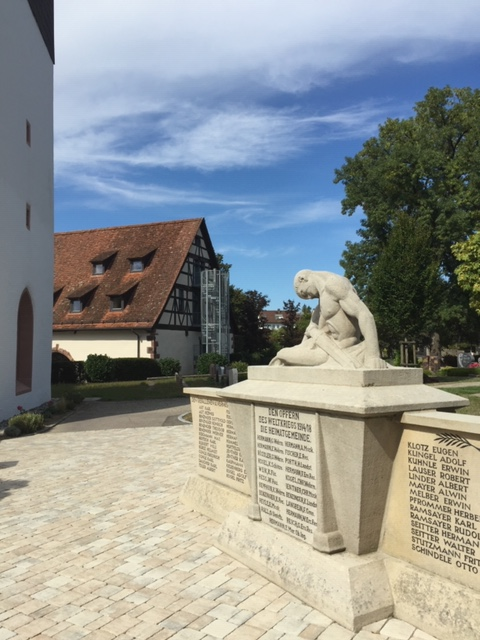
Kriegerdenkmal von 1921 auf dem Kirchplatz
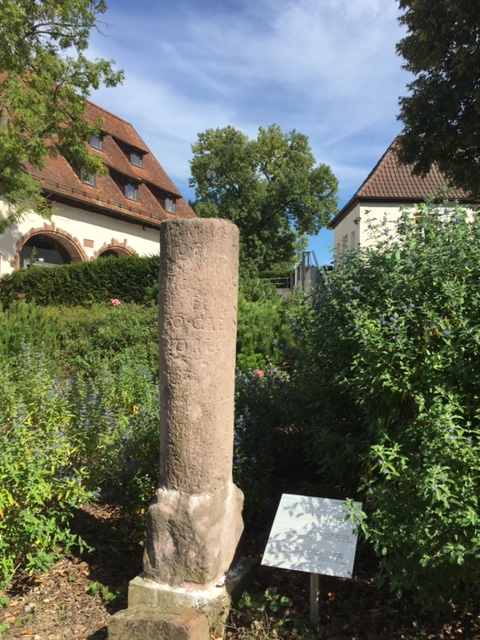
Römischer Leugenstein
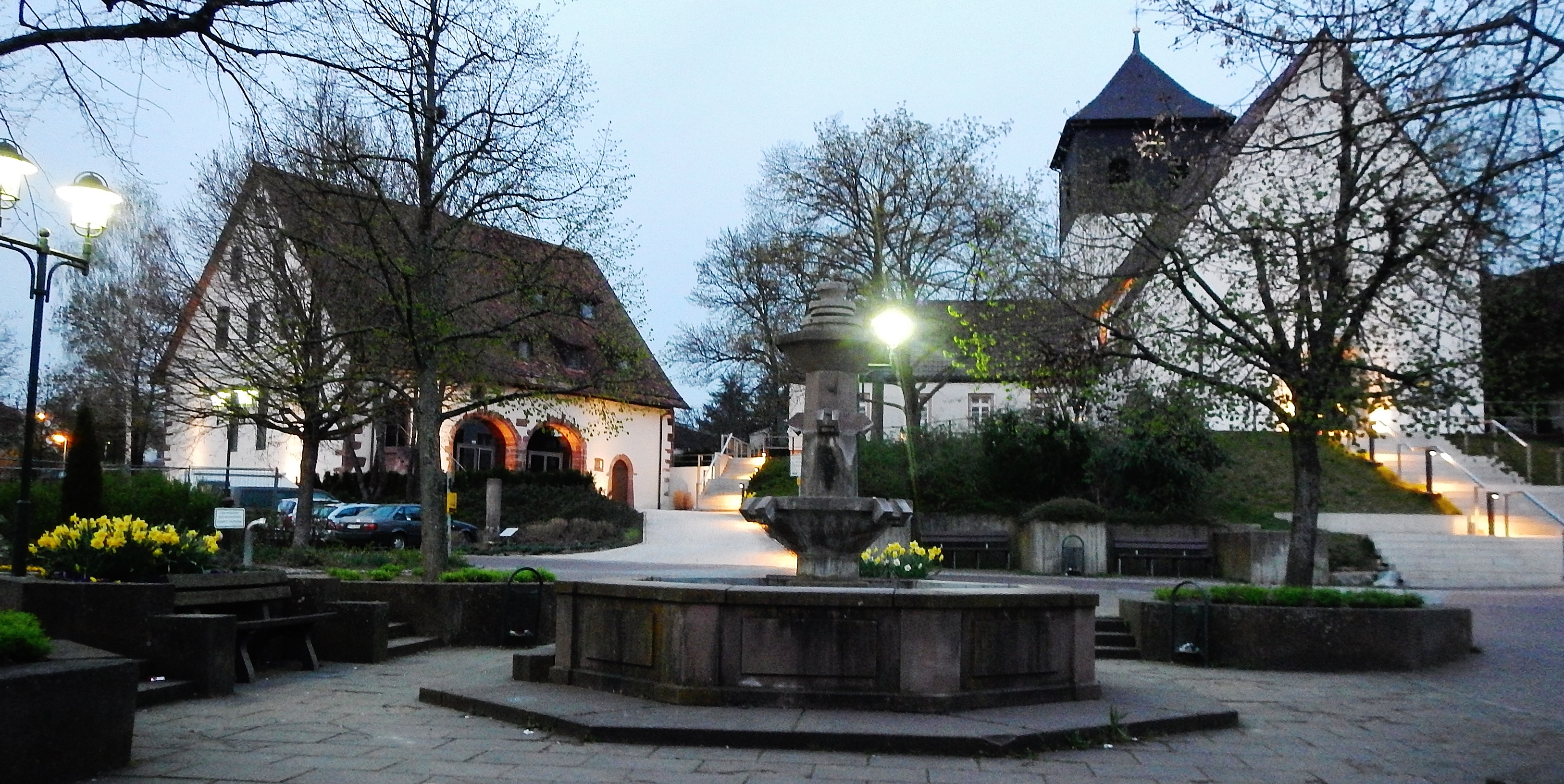
Marktplatz mit Neuem Brunnen, Zehntscheune und Agapituskirche
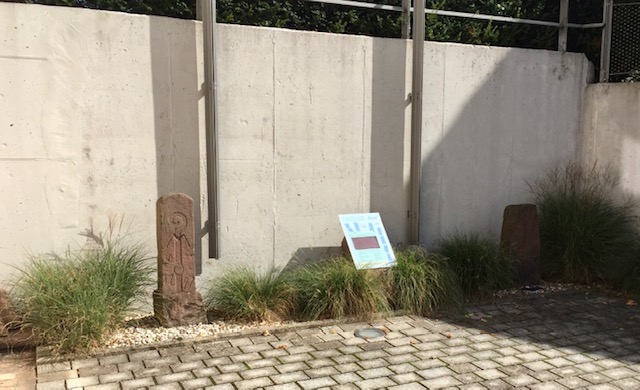
Freilicht-Lapidarium im Hof der Zehntscheune

### Regelmäßige Veranstaltungen
Höhepunkt eines jeden Jahres ist der am Pfingstmontag stattfindende Pfingstmarkt. Ursprünglich als Tier- und Krämermarkt eingeführt, ist er heute Anziehungspunkt für Zehntausende, die die Vielzahl an bunten Marktständen oder die Fahrgeschäfte auf dem Marktplatz besuchen und das Treiben zu einer „Hocketse“ an einer der vielen Verköstigungsstationen nutzen. Am ersten Advent findet traditionell der Weihnachtsbasar statt, ein Markt mit überwiegend selbst gebastelten Weihnachts- und Winterutensilien. Ende Februar wird mit dem Wintermarkt die kalte Jahreszeit verabschiedet.

### Natur und Erholung

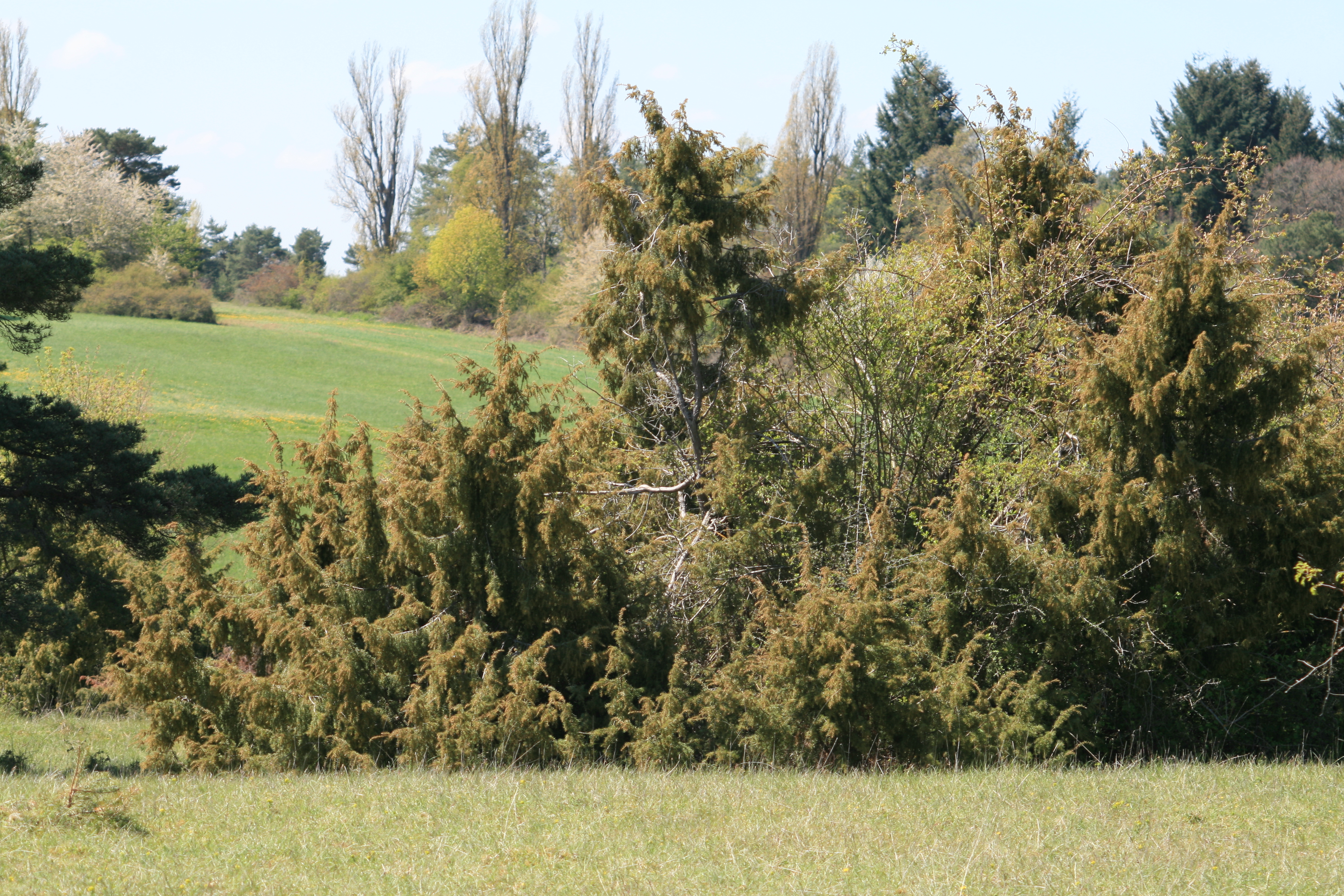
Naturschutzgebiet Betzenbuckel

- Erholung bietet das südöstlich der Gemeinde liegende Naturschutzgebiet Betzenbuckel. Die mit 496 m ü. NN Erhebung bietet eine einzigartige Fauna. Endlos scheinende Grasflächen durchzogen mit wilden Hecken und Gräsern gespickt mit Steinunebenheiten bilden das typische Merkmal des Heckengäus.
- Der Geissberg ist mit 509 m ü. NN die höchste Erhebung und ist nordöstlich Friolzheims gelegen. Fernab des Ortsteils Geissberg mit seinen Villen, den Tennisplätzen und dem „Friolzheimer Riesen“, durchziehen den bewaldeten Berg etliche Wanderwege.
- Bei Friolzheim entspringt der Seegraben, welcher in einer Mulde unterhalb des Betzenbuckels durch die Tiefenbronner Seewiesen fließt. Dort hat er Zulauf in den Stadelbach, welcher im Würmtal in die Würm mündet.
- Windschutzhecke: Die circa zwei Kilometer lange Aneinanderreihung von Pappeln am südwestlichen Ortsrand ist ein reizvolles und monumental anwirkendes Ensemble. Wie eine Mauer mit Tor bildet sie eine einseitige Allee, welche früher den Ort vor Windböen schützen sollte und die Vernichtung der Weizenernte der damals angelegten Felder verhindern sollte.
- Gut ausgebaute und nordschwarzwaldweit beschilderte Rad- und Wanderwege führen durch den am westlichen Ortsrand beginnenden Hagenschießwald.
- Über den nordöstlichen Teil der Friolzheimer Gemarkung verläuft ein Teil des Hugenotten- und Waldenserpfads, ein historischer Wanderweg, der innerhalb Deutschlands von der Schweizer Grenze bei Schaffhausen bis ins nordhessische Bad Karlshafen verläuft.Seegraben

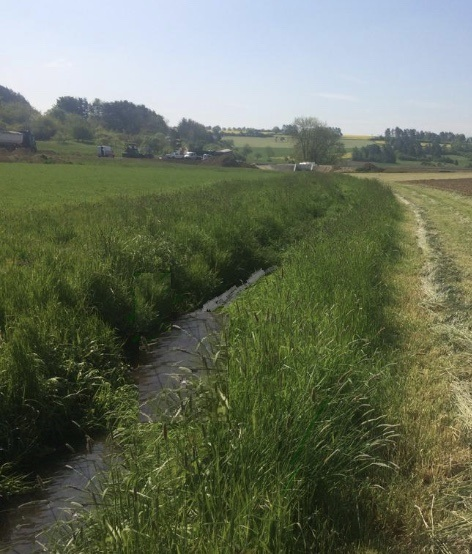
Seegraben

## Persönlichkeiten

### Söhne und Töchter der Gemeinde
- Johann Heinrich Tafel (1673–1739), Ritterschaftkonsultent
- Johann Eberhard Osiander (1750–1800), evangelischer Theologe, Archediakon der Stuttgarter Stiftskirche
- Christine Rapp, geb. Benzinger (1756–nach 1786), Ehefrau des Pietistenführers Johann Georg Rapp
- Johann Josua Stutzmann (1777–1816), Philosoph (Philosophie des Universums, Briefe an Goethe) und Privatdozent in Heidelberg und Erlangen
- Hermann von Bilfinger (1843–1919), württembergischer General der Infanterie
- Karl Konrad August Andrassy (1860–1949), Arzt, Medizinalrat, Chefarzt des Kreiskrankenhauses Böblingen von 1897 bis 1930
- Imanuel Stutzmann (1926–2015), Schriftsteller
- Eva Schönherr (* 1953), Schauspielerin

### Personen in Verbindung mit Friolzheim
- Ulrike Frank (* 1969), Schauspielerin
- Tim Leibold (* 1993), Profi-Fußballspieler

### Ehrenbürger
- Hermann Freiherr von Bilfinger (1843–1919), königlich-württembergischer General der Infanterie und Generaladjutant von Wilhelm II, Träger des Grand Cross of the Royal Victorian Order (GCVO)(1904), Ehrenbürgerwürde verliehen 1903

## Sonstiges

### Sportstätten
- Sportanlagen an der Eiche (Rasen- und Kunstrasenspielfeld, Fußball-Minispielfeld, Leichtathletikanlagen, Beachvolleyballfeld, Skateranlage)
- Tennisplätze Geissberg, Boulespielanlage

### Kulinarische Spezialitäten
- Das so genannte Friolzheimer Vesper: Rostbraten, 2/4 Wein und 6 Zigarren oder 21 Zigaretten. Diese interessante Zusammenstellung geht auf einen Gemeinderatsbeschluss von Oktober 1956 zurück. Wörtlich heißt es dazu im Sitzungsprotokoll: In Anlehnung an die Regelungen bei den Wahlen in den Vorjahren BESCHLIEßT der GdeRat, daß jede an dem Wahlgeschäft beteiligte Person im Anschluß an die Wahl einen Rostbraten, 2/4 Wein und 6 Zigarren oder 21 Zigaretten auf Kosten der Gemeinde bekommt.
- Gebrannte Grießsuppe